# 1725
1725 (MDCCXXV) byl rok, který dle gregoriánského kalendáře započal pondělím.

## Události
- 8. února – Zemřel ruský car Petr I. Veliký a carevnou se stala jeho manželka Kateřina I.
- 30. dubna – Vídeňskou smlouvou vytvořila Habsburská monarchie a Španělsko alianci. Císař Karel VI. podpořil španělský nárok na Gibraltar, španělský král Filip V. uznal Pragmatickou sankci.
- 3. září – V reakci na alianci Habsburské monarchie a Španělska uzavřeli Hannoverskou alianci Velká Británie, Hannoverské kurfiřtství, Francie a Prusko.
- pro Moravu a pro Čechy vydán císařský reskript, který přísně stíhal nekatolictví

### Probíhající události
- 1718–1730 – Tulipánová éra

## Narození

### Česko
- 21. ledna – Jiří Ignác Linek, kantor a hudební skladatel († 30. prosince 1791)
- 17. února – Joseph Ignatz Sadler, malíř († 9. ledna 1767)
- 17. května – František Antonín Nostic-Rieneck, šlechtic, vlastenec a mecenáš († 29. září 1794)
- 1. prosince – Eugen Kondel, stavitel († 23. února 1792)
- neznámé datum – Kryštof Seckel, malíř architektur († 1811)

### Svět

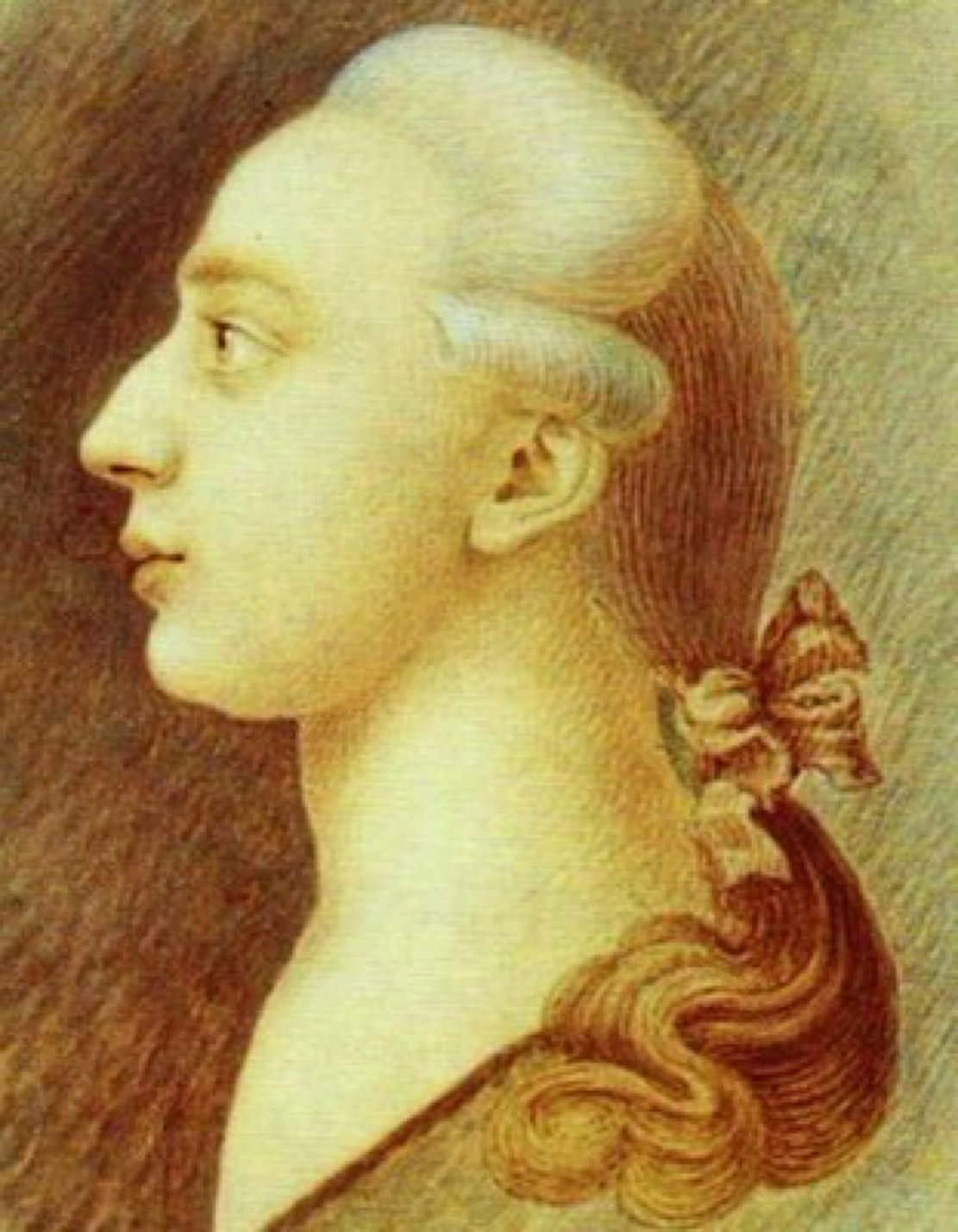
Giacomo Casanova (* 2. dubna)

- 28. ledna – Karl Gottlieb von Windisch, německý spisovatel († 30. března 1793)
- 26. února – Nicolas Joseph Cugnot, francouzský vynálezce, tvůrce parní tříkolky († 2. října 1804)
- 19. března – Johann Nepomuk Steiner, rakouský portrétista a malíř oltářních obrazů († 20. listopadu 1793)
- 6. března – Jindřich Benedikt Stuart, člen anglické královské rodiny a římskokatolický kardinál († 13. července 1807)
- 20. března – Abdulhamid I., osmanský sultán († 7. dubna 1789)
- 2. dubna – Giacomo Casanova, italský kněz, spisovatel, špión a diplomat († 4. června 1798)
- 6. dubna – Pascal Paoli, korsický nacionalista a revolucionář († 5. února 1807)
- 25. dubna – Philipp Ludwig Statius Müller, německý teolog a zoolog († 5. ledna 1776)
- 12. května – Ludvík Filip I. Orleánský, francouzský vévoda († 18. listopadu 1785)
- 24. června – John Newton, anglický kněz a skladatel křesťanských písní († 21. prosince 1807)
- 6. srpna – Ludvík Meklenbursko-Zvěřínský, dědičný princ meklenbursko-zvěřínský († 12. září 1778)
- 15. srpna – Ferdinando Bertoni, italský hudební skladatel a varhaník († 1. prosince 1813)
- 7. září – William Duesbury, britský smaltér a podnikatel († 30. října 1786)
- 22. září – Joseph Duplessis, francouzský malíř († 1. dubna 1802)
- 22. října – Giuseppe Garampi, italský kardinál, archivář a numismatik († 4. května 1792)
- 18. prosince – Johann Salomo Semler, německý církevní historik († 14. dubna 1791)
- neznámé datum – Domenico Fischietti, italský skladatel († 1810)

## Úmrtí

### Česko
- 20. března – Samuel Fritz, misionář, cestovatel a kartograf (9. dubna 1654)
- 11. května – Jakub Galač, slezský evangelík, sedlák, písmák a básník (* 1665)
- 5. října – Ján Sinapius-Horčička mladší, slezský spisovatel a heraldik (* 11. září 1657)
- 26. prosince – Jan František Beckovský, spisovatel a historik (* 18. srpna 1658)

### Svět

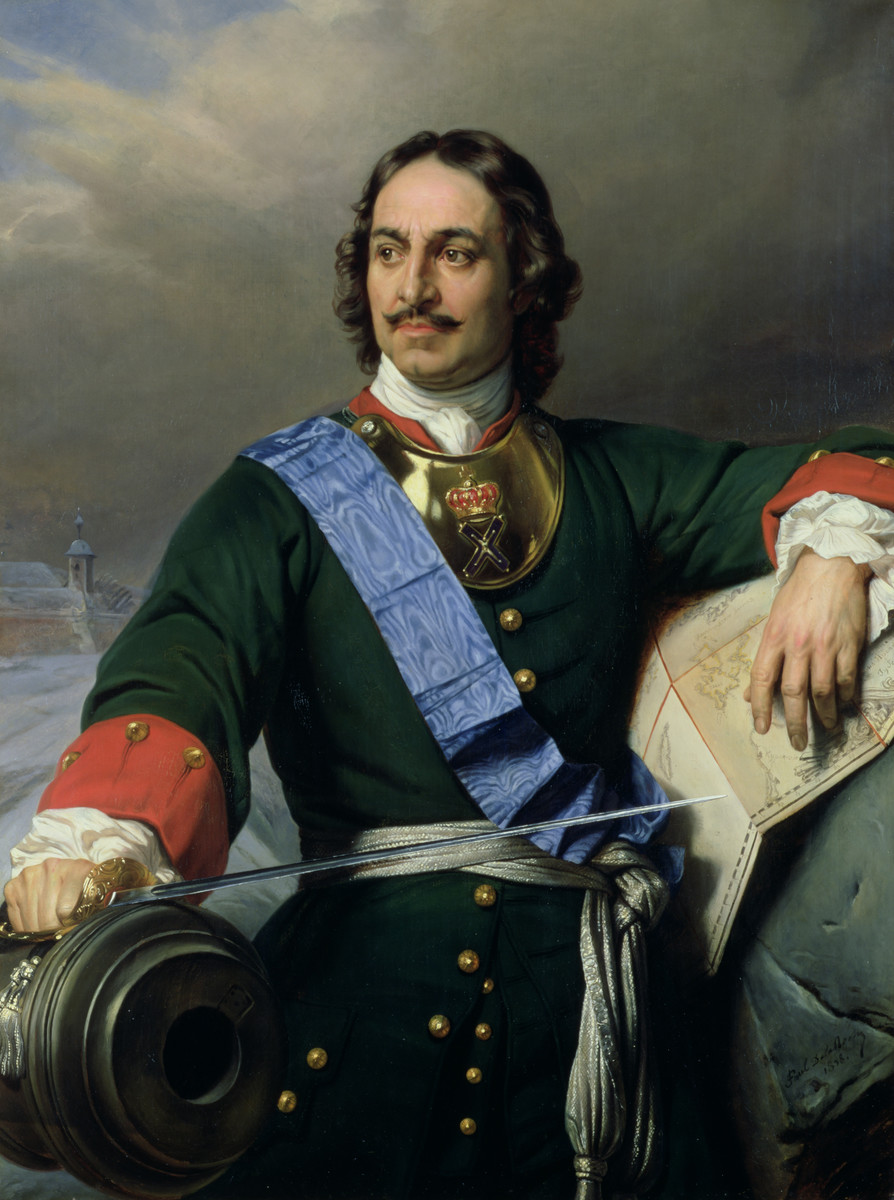
Petr I. Veliký († 8. února)

- 27. ledna – Silvio Stampiglia, italský básník, operní libretista (* 14. března 1664)
- 7. února – Johann Philipp Krieger, německý barokní hudební skladatel a varhaník (* 25. února 1649)
- 8. února – Petr I., ruský car (* 9. června 1672)
- 2. března – José Benito de Churriguera, španělský barokní architekt a sochař (* 21. března 1665)
- 7. března – Giuseppe Mazzuoli, italský sochař (* 1644)
- 31. března – Henry Boyle, 1. baron Carleton, britský státník a šlechtic (* 12. července 1669)
- 25. dubna – Mír Mahmúd Hótakí, perský šáh (* asi 1697)
- 23. srpna – Christian August Saský, uherský primas, ostřihomský arcibiskup (* 9. října 1666)
- 24. října – Alessandro Scarlatti, italský barokní skladatel (* 2. května 1660)
- 6. listopadu – Mikuláš Berčéni, uherský hrabě, hlavní generál Františka II. Rákociho (* 6. prosince 1665)

## Hlavy států

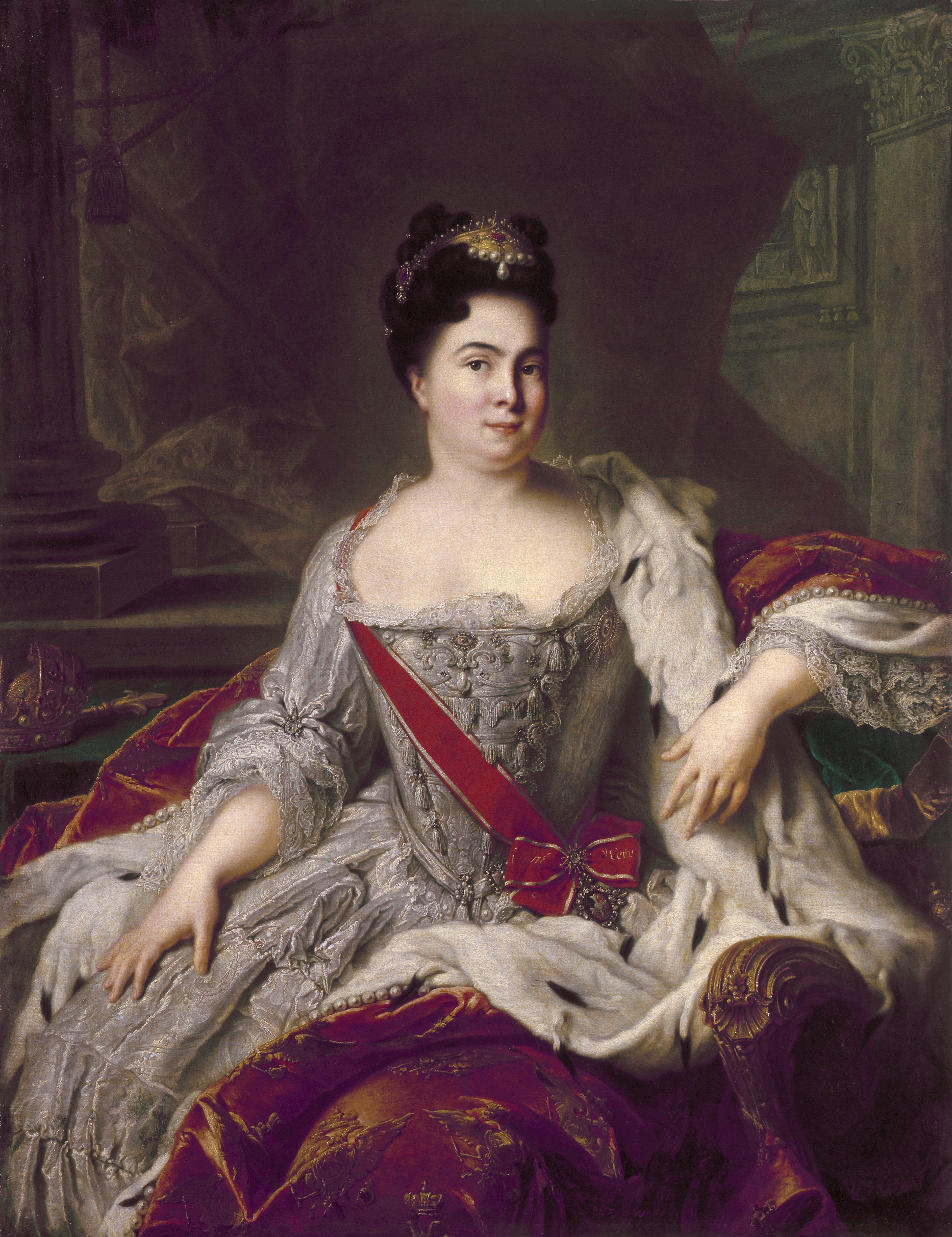
Ruskou carevnou se stala Kateřina I.

- Dánsko-Norsko – Frederik IV. (1699–1730)
- Francie – Ludvík XV. (1715–1774)
- Habsburská monarchie – Karel VI. (1711–1740)
- Osmanská říše – Ahmed III. (1703–1730)
- Polsko – August II. (1709–1733)
- Portugalsko – Jan V. (1706–1750)
- Prusko – Fridrich Vilém I. (1713–1740)
- Rusko – Petr I. (1682–1725) / Kateřina I. (1725–1727)
- Španělsko – Filip V. (1724–1746)
- Švédsko – Frederik I. (1720–1751)
- Velká Británie – Jiří I. (1714–1727)
- Papež – Benedikt XIII. (1724–1730)
- Japonsko – Nakamikado (1709–1735)
- Perská říše – Tahmásp II. (1722–1732)